# 沃波爾 (新罕布什爾州)
沃波爾（英語：Walpole）是一個位於美國新罕布什爾州切希爾縣的鎮。

## 人口
根據2020年美國人口普查的數據，沃波爾的面積為95.00平方千米，當中陸地面積為91.20平方千米，而水域面積為3.70平方千米。當地共有人口3633人，而人口密度為每平方千米38人。